# Cheremule
Cheremule település Olaszországban, Szardínia régióban, Sassari megyében. Lakosainak száma 396 fő (2023. január 1.). Cheremule Borutta, Cossoine, Giave, Thiesi és Torralba községekkel határos.

## Népesség
A település lakossága az elmúlt években az alábbi módon változott:
| Lakosok száma | 431  | 428  | 396  |
|               | 2017 | 2018 | 2023 |